# Vadász János (filmrendező)
Vadász János Emil (Debrecen, 1903. október 3. – Debrecen, 1977. március 16.) magyar filmoperatőr, filmrendező.

## Életpályája
Vadász Emil földbirtokos és Nemes Irén fiaként született. Orvosi egyetemet végzett, majd a Gyógypedagógiai Főiskola fotó- és filmlaboratóriumának vezetője és a főiskola tudományos munkatársa volt. 1938–1958 között tudományos filmezéssel foglalkozott. 1949-ben a Magyar Híradó- és Dokumentumfilmgyár mikrofotósa lett.
Eleinte vidéken, majd Huzella Tivadar szövettani intézetében dolgozott Budapesten. Több mint 100 film felvételét készítette el. Első önálló műve, a Nyitány (1964) itthon és külföldön egyaránt meghozta a hírnevet számára (miskolci és cannes-i nagydíj).
Sírja a Farkasréti temetőben található (21/1-2-57).

## Filmjei
- Teremtő tudomány (1952)
- A vér (1954; Purczel Miklóssal)
- A fejlődés kezdeti szakaszai (1959)
- Az élet hajnalán (1961)
- Mint cseppben a tenger (1961; Vancsa Lajossal)
- Algák (1962; Vancsa Lajossal)
- Az izom titka (1963; Vitéz Gáborral és Gerendás Mihállyal)
- Nyitány (1964)
- A madárembrió fejlődése (1965)
- A sejt (1965)
- A sejtmag (1966)
- A sejtek alakja és mozgása I-II. (1966-1967)
- A sejtek membránrendszerei (1967)
- Cirkuláció (1967)
- Asszociáció (1968)
- Penna (1968)
- Aréna (1970)